# Lais Souza
Lais da Silva Souza (Ribeirão Preto, 13 de dezembro de 1988) é uma ex-ginasta brasileira que competia em provas de ginástica artística. Disputou duas edições de Jogos Olímpicos.
Foi integrante da Seleção Brasileira de Ginástica Artística de 2001 a 2012. Participou de feitos até então inéditos para a modalidade no país. Ficou em sétimo lugar por equipes no Campeonato Mundial de 2006. Já na edição de 2007, terminou na quinta posição por equipes. Nos Jogos Olímpicos de 2008, ajudou o Brasil a ficar em oitavo lugar.
Lais também possui importantes conquistas individuais, tendo acumulado medalhas na Copa do Mundo de Ginástica Artística. Seu maior feito foi um quarto lugar no salto durante o Campeonato Mundial de Ginástica Artística de 2006. O desempenho naquele ano rendeu um Prêmio Brasil Olímpico de melhor atleta feminina.
Entretanto, Lais teve um histórico de lesões em sua carreira. Ficou afastada da ginástica durante quase todo o ciclo olímpico para os Jogos de Londres, em 2012. Ainda assim, chegou a ser convocada, mas acabou sofrendo uma fratura na mão direita durante a preparação para o evento.
A partir de 2013, passou a treinar no esqui estilo livre, na modalidade aérea. Enquanto se preparava para os Jogos Olímpicos de Inverno de 2014, sofreu um acidente nos Estados Unidos e ficou tetraplégica.
Depois do acidente, passou a se dedicar a fazer palestras. Também é artista plástica.

## Biografia

### Carreira na ginástica

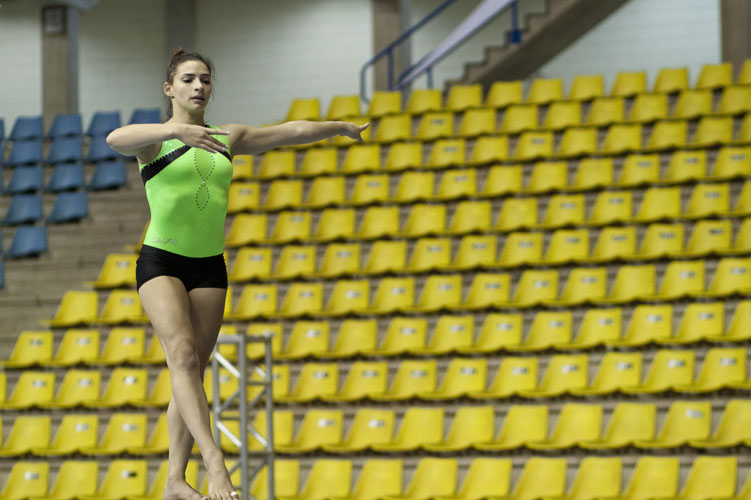
Souza treinando com a seleção brasileira de Ginastica Olímpica (2012)

Lais começou na ginástica aos quatro anos de idade, na cidade de Ribeirão Preto, interior paulista, quando foi selecionada por um projeto da prefeitura local. Com dez anos, treinava em São Caetano do Sul. A partir de 2001, passou a integrar a equipe brasileira de ginástica. Com boas conquistas nacionais e internacionais como júnior, Lais fez parte da seleção que disputou os Jogos Pan-americanos de Santo Domingo, nos quais conquistou o quarto lugar no salto e o  terceiro por equipes. No mesmo ano, participando do Campeonato Mundial de Anaheim, que serviria de classificação para os Jogos Olímpicos de Atenas, atingiu o oitavo lugar por equipes.
Em 2004, em sua primeira participação olímpica, nas Olimpíadas de Atenas, a ginasta conquistou a melhor posição brasileira na classificação por equipes, o nono lugar geral. Após a participação em Atenas, Laís foi medalha de bronze no salto na etapa de Stuttgart na Copa do Mundo de Ginástica.
Competiu na etapa de Cottbus da Copa do Mundo de 2005, levando uma medalha de ouro no salto e uma prata no solo. Laís conseguiu executar o duplo twist carpado, movimento que deu o título mundial para Daiane dos Santos, em 2003. Já na etapa de São Paulo, terminou com a medalha de prata na prova de salto. No Campeonato Nacional Brasileiro do mesmo ano, terminou com o ouro no salto e na trave, ficando em segundo lugar no geral.
Disputou a etapa de Paris da Copa do Mundo de 2005, levando o bronze no solo e a prata no salto. Foi medalha de prata no individual gera durante o Pré-Pan, realizado no Riocentro. Conquistou a medalha de ouro no salto durante a Copa do Mundo de Stuttgart, na Alemanha.
Esteve no Campeonato Mundial de Ginástica Artística de 2005, em Melbourne. Acabou machucando a perna durante um exercício nas barras paralelas, sofrendo uma queda. Esteve entre as finalistas do Prêmio Brasil Olímpico daquele ano, junto com Daiane dos Santos, perdendo a disputa para Natália Falavigna, do taekwondo.
No ano de 2006, esteve na etapa de Cottbus da Copa do Mundo. Conquistou medalhas de bronze no solo e na trave, esta última sendo a primeira medalha de uma brasileira neste aparelho. Na etapa de Moscou, foi bronze no salto e prata no solo, neste ao som de Aquarela do Brasil, de Ary Barroso.
Participou do Campeonato Mundial de Ginástica Artística de 2006, na Dinamarca. Começou com grande desempenho ao aparecer em quarto lugar na primeira fase da competição. O time brasileiro ficou em sétimo lugar, a melhor colocação por equipes até então. Laís acabou não competindo na final do individual geral após sentir dores no pé esquerdo. Por fim, ficou em quarto no salto e em oitavo no solo. Foi eleita a atleta feminina do ano de 2006 pelo Prêmio Brasil Olímpico. Ainda disputou a Final da Copa do Mundo, em São Paulo, conquistando a prata no salto e o bronze no solo.

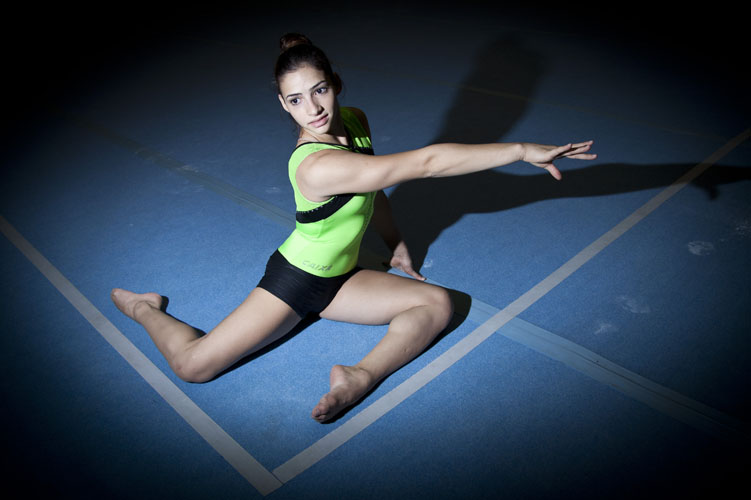
Lais Souza em 2012

Reunindo-se com a nova equipe brasileira, no ano seguinte, Lais participou dos Jogos Pan-americanos de 2007, no Rio de Janeiro. Nele, foi segunda por equipes, atrás apenas da equipe norte-americana, medalhista de ouro, classificando-se para a final das barras assimétricas e salto, Lais terminou com a medalha de bronze em ambos os eventos. No mesmo ano, no Mundial de Stuttgart, a atleta conquistou a quinta colocação por equipes, assim classificando a seleção para os Jogos Olímpicos de 2008.
No ano de 2008, Lais teve que correr contra o tempo para se recuperar fisicamente, pois desde 2007 vinha enfrentando problemas com  lesões, como fraturas por estresse no tornozelo e no pé. Ficou oito meses em recuperação, voltando a competir na etapa de Moscou da Copa do Mundo, ficando em sexto lugar no salto. Conseguiu a medalha de ouro nas barras assimétricas durante o Torneio Vitaly Scherbo, na Bielorrússia.
Convocada para os Jogos Olímpicos de Verão de 2008, em Pequim, Lais fez um 74º lugar no individual geral, 26º nas assimétricas e 72º na trave. Ao lado de Jade Barbosa, Daiane dos Santos, Daniele Hypolito, Ana Silva e Ethiene Franco, conseguiu a oitava posição por equipes, até então a melhor colocação do Brasil na história dos Jogos.
Após os Jogos, Lais voltou a apresentar problemas físicos, tendo que passar por uma artroscopia no joelho direito. Passou o ano de 2009 fora da ginástica, ficando ausente do Campeonato Mundial daquele ano. Em 2011, se recuperava da nona cirurgia, estando com uma placa e sete pinos no joelho esquerdo.
Recuperada dos problemas físicos, Lais voltou à seleção atendendo a convite da Confederação Brasileira de Ginástica. Acabou sendo convocada para disputar os Jogos Olímpicos de Verão de 2012, mas uma fratura na mão direita a tirou do evento.

### Esqui e acidente

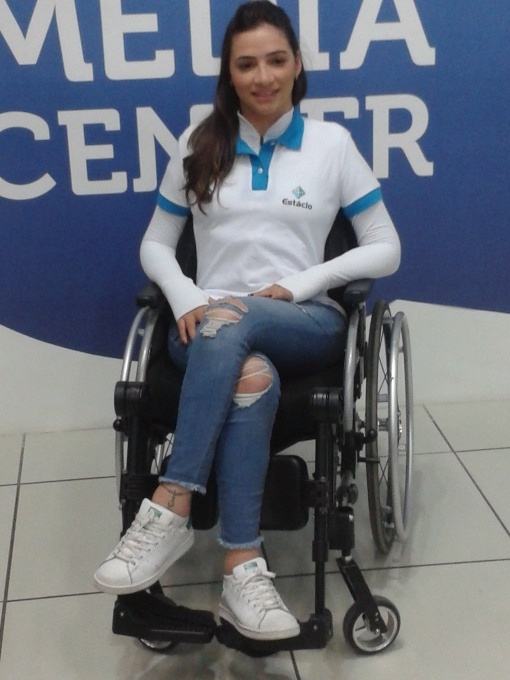
Souza é tetraplégica desde que sofreu um acidente de esqui em 2014

Em 2013, Lais começou a treinar esqui aéreo. Foi medalha de bronze durante o Campeonato Nacional dos Estados Unidos, em Park City. Competiria nos Jogos Olímpicos de Inverno de 2014, mas sofreu um acidente em 28 de janeiro de 2014 durante um treino em Salt Lake City. Sofreu uma lesão na coluna cervical e chegou a ficar em estado grave, correndo risco de morte. Ficou cinco meses internada em hospitais dos Estados Unidos, permanecendo por quase um ano na América do Norte. Após trauma severo na terceira vértebra, ficou tetraplégica e perdeu os movimentos do pescoço para baixo.
Lais passou por cirurgia e começou um longo tratamento para recuperar os movimentos. Ela se submeteu a um tratamento com células-tronco pelo Miami Project to Cure Paralysis (Projeto Miami para curar paralisia) e tem apresentado alguma sensibilidade em partes dos pés e das pernas. Apesar de significativa em relação ao seu quadro anterior, essa melhora ainda é muito discreta para que se possa fazer um prognóstico sobre o alcance da recuperação.
Em 10 de junho de 2017, com a ajuda de um estabilizador cervical, Lais conseguiu ficar de pé pela primeira vez desde o acidente.

### Após o acidente
Lais manteve contato com o esporte após o acidente sofrido em 2014. Nos Jogos Pan-Americanos de 2015 e nos Jogos Olímpicos de Verão de 2016, foi comentarista do SporTV. Chegou a ter uma experiência com o pôquer, em 2015, e com a bocha paralímpica, em 2016.
Participou do revezamento da tocha olímpica durante a Rio 2016. Conduziu a chama de pé em sua cadeira de rodas, atendendo a um desejo pessoal.
Em 2022, Lais passou a se dedicar às artes plásticas, tendo aprendido a pintar quadros com a boca. Nos Jogos Pan-Americanos de 2023 e nos Jogos Olímpicos de Verão de 2024, comentou ginástica na CazéTV.

## Vida pessoal
Lais falou abertamente sobre relacionamentos em 2011, quando disse que pôde namorar pela primeira vez durante o período em que estava afastada das competições. Em 2012, namorava um estudante de fisioterapia chamado André. Em fevereiro de 2015, em entrevista à revista TPM, Lais afirmou que é bissexual.
Em 2023, Lais revelou em uma entrevista no canal de Rodrigo Mussi no YouTube que sofreu abuso sexual por parte de cuidadores.

## Principais resultados
| Ano  | Evento                                    | AA | Equipe            | Salto sobre o cavalo | Trave           | Barras assimétricas | Solo |
| ---- | ----------------------------------------- | -- | ----------------- | -------------------- | --------------- | ------------------- | ---- |
| 2003 | Jogos Pan-americanos                      |    | Medalha de bronze | 4º                   |                 |                     |      |
| 2003 | Campeonato Mundial de Ginástica Artística |    | 7                 |                      |                 |                     |      |
| 2004 | Jogos Olímpicos                           |    | 9º                |                      |                 |                     |      |
| 2005 | Copa do Mundo - São Paulo                 |    |                   | Medalha de prata     |                 |                     |      |
| 2005 | Campeonato Nacional Brasileiro            |    |                   | Medalha de ouro      | Medalha de ouro |                     |      |
| 2006 | Copa América                              | 4º |                   |                      |                 |                     |      |
| 2006 | Campeonato Mundial de Ginástica Artística |    | 7º                | 4º                   |                 |                     | 8º   |
| 2007 | Jogos Pan-americanos                      |    | Medalha de prata  | Medalha de bronze    |                 | Medalha de bronze   |      |
| 2007 | Campeonato Mundial de Ginástica Artística |    | 5º                |                      |                 |                     |      |
| 2008 | Jogos Olímpicos                           |    | 8º                |                      |                 |                     |      |